# Heterotaxalus schwarzeri
Heterotaxalus schwarzeri – gatunek chrząszcza z rodziny kózkowatych i podrodziny zgrzypikowych. Jedyny przedstawiciel rodzaju Heterotaxalus.

## Zasięg występowania
Gatunek ten występuje w Papui-Nowej Gwinei.